# Octagon (Film)
Octagon (Originaltitel: The Octagon) ist ein US-amerikanischer Actionfilm aus dem Jahr 1980 mit Chuck Norris in der Hauptrolle des Scott James. Er wurde auch mit dem Untertitel Die Rache der Ninja gezeigt.

## Handlung
Ex-Einzelkämpfer und Waffenspezialist Scott James wird von Erinnerungen an den Tod einer Freundin und deren Familie geplagt. Bei seinem Versuch, die Hintergründe der Bluttat aufzudecken, trifft er auf die reiche Erbin Justine, auf die ebenfalls ein Mordanschlag verübt wird. James’ Nachforschungen führen ihn zu einem geheimen Ninja-Trainingscamp, welches von seinem Adoptivbruder Seikura geleitet wird. Er beschließt, Seikuras Treiben ein Ende zu setzen, und begibt sich kurzerhand selbst in das Camp.

## Hintergrund
Die Dreharbeiten zum Film fand vollständig in Los Angeles statt. In den Vereinigten Staaten spielte der Film fast 19 Millionen US-Dollar ein.
Der Actionfilm Octagon – Die Rache der Ninja wurde bereits 1980 bei seiner Kinopremiere in Deutschland geschnitten; die mit FSK-16-Freigabe auf DVD veröffentlichte Version des Films wurde insgesamt um über 20 Minuten gekürzt. Bis 2009 stand der Film auf dem Index für jugendgefährdende Medien. EuroVideo hat den Film im September 2012 nicht nur auf DVD neu aufgelegt, sondern auch zum ersten Mal auf Blu-ray Disc veröffentlicht. Dazu wurde der Film der FSK zu einer Neuprüfung vorgelegt und erhielt in der ungeschnittenen Fassung eine Altersfreigabe ab 16 Jahren.

## Kritik
„Viel Action ist nicht geboten. Wer Norris aus seinen späteren 80er-Jahren-Filmen kennt, der wird hier herb enttäuscht, denn obschon seine Figur als Einzelkämpfer etabliert wird, hat er kaum etwas zu tun. Am Ende gibt es zwar einen wirklich schön choreographierten Final-Fight, aber das ist letztens Endes zu wenig und zu spät. Neben Chuck Norris agieren auch Lee Van Cleef und Richard Norton in seiner ersten Rolle.“